# Campoplex campoplegiformis
Campoplex campoplegiformis är en stekelart som först beskrevs av Horstmann 1973.  Campoplex campoplegiformis ingår i släktet Campoplex och familjen brokparasitsteklar. Inga underarter finns listade.